# Will Levis
Will Levis (* 27. Juni 1999 in Newton, Massachusetts) ist ein US-amerikanischer American-Football-Spieler auf der Position des Quarterbacks. Er spielte College Football für die Kentucky Wildcats der University of Kentucky und wurde im NFL Draft 2023 in der zweiten Runde von den Tennessee Titans ausgewählt.

## Frühe Jahre
Levis wurde in Newton, Massachusetts geboren. Levis stammt aus einer Familie von Sportlern, so war seine Mutter Beth All-American als Fußballspielerin der Yale University und sein Vater Tight End an der Denison University. Sein Urgroßvater Alva Kelley war ebenfalls Footballspieler, allerdings für die Cornell University, und später auch Head Coach unter anderem an der Brown University und am Hobart College aktiv. Will Levis besuchte die Xavier High School in Middletown, Connecticut, an der er in der Football und Baseballmannschaft aktiv war. In der Footballmannschaft galt er als einer der besten Spieler seines Jahrgangs. So konnte er als Quarterback in seinem dritten Jahr den Ball für 1972 Yards und 19 Touchdowns werfen, in seinem letzten Jahr erreichte er sogar 2793 Yards und 27 Touchdowns, wodurch er neue Bestleistungen der Schule in diesen Kategorien aufstellte. Er war Kapitän seiner Mannschaft und wurde für die Leistungen ins All-Courant First-Team sowie ins All-Connecticut Second-Team gewählt.
Nach seinem Highschoolabschluss entschied er sich, ein Stipendium der Pennsylvania State University anzunehmen, um dort in der Footballmannschaft zu spielen. In seinem ersten Jahr wurde er jedoch geredshirted und kam nicht zum Einsatz. Danach war er in den folgenden zwei Jahren Backup für Sean Clifford und kam in nur 14 Partien zum Einsatz, in denen er für 644 Yards und 3 Touchdowns bei zwei Interceptions werfen konnte. 2019 konnte er mit seiner Mannschaft den Cotton Bowl Classic gewinnen. Nichtsdestotrotz war Levis mit seinen geringen Einsatzzeiten nicht zufrieden und wechselte daher zur Saison 2021 über das Transfer-Portal an die University of Kentucky. Dort wurde er auf Anhieb Stammspieler als Quarterback und konnte in 24 Einsätzen in den folgenden zwei Saisons den Ball für 5232 Yards und 43 Touchdowns bei 23 Interceptions werfen. 2021 konnte er mit seiner Mannschaft den Citrus Bowl gewinnen. Nach der Saison 2022 erklärte er, dass er am NFL-Draft 2023 teilnehmen wird.

## NFL
Im NFL Draft 2023 wurde Levis in der zweiten Runde an 33. Stelle von den Tennessee Titans ausgewählt. Zu Beginn der Saison 2023 war er jedoch nur der dritte Quarterback der Titans hinter Ryan Tannehill und Malik Willis. Nachdem sich Tannehill bei der 16:24-Niederlage gegen die Baltimore Ravens am 6. Spieltag jedoch eine Verletzung zugezogen hatte, kam Levis beim 28:23-Sieg gegen die Atlanta Falcons am 8. Spieltag zu seinem ersten Einsatz in der NFL, bei dem er gleich Starter seines Teams war. In dem Spiel konnte er insgesamt 19 Pässe für 238 Yards und vier Touchdowns werfen. Mit vier Touchdowns in seinem NFL-Debüt egalisierte er den aktuellen NFL-Rekord von Marcus Mariota und Fran Tarkenton. Daraufhin ernannte ihn Head Coach Mike Vrabel auch nach der Rückkehr von Tannehill zum festen Starter der Titans. Beim 28:27-Sieg gegen die Miami Dolphins am 14. Spieltag konnte er insgesamt 23 Pässe für 327 Yards werfen, bis dato sein Karrierebestwert. Bei der 16:19-Niederlage gegen die Houston Texans eine Woche später konnte er auch erstmals selbst einen Touchdown erlaufen. In den letzten Saisonspielen hatte er jedoch mit einer Knöchelverletzung zu kämpfen, sodass er zwei der letzten drei Spiele verletzungsbedingt komplett verpasste. Er beendete die Saison mit 149 Pässen für 1808 Yards und acht Touchdowns bei nur vier Interceptions.

## Karrierestatistiken
| Saison                             | Team             | Spiele | Spiele  | Geworfen | Geworfen | Geworfen | Geworfen | Geworfen | Geworfen | Geworfen | Geworfen | Geworfen | Gelaufen | Gelaufen | Gelaufen | Gelaufen | Gelaufen | Sacks  | Sacks | Fumbles | Fumbles  |
| Saison                             | Team             | Gesamt | Starter | Pässe    | Versuche | %        | Yards    | Avg      | Lang     | TD       | Int      | Rating   | Versuche | Yards    | Avg      | Lang     | TD       | Anzahl | Yards | Gesamt  | Verloren |
| ---------------------------------- | ---------------- | ------ | ------- | -------- | -------- | -------- | -------- | -------- | -------- | -------- | -------- | -------- | -------- | -------- | -------- | -------- | -------- | ------ | ----- | ------- | -------- |
| 2023                               | Titans           | 9      | 9       | 149      | 255      | 58,4     | 1808     | 7,1      | 61       | 8        | 4        | 84,2     | 25       | 57       | 2,3      | 11       | 1        | 28     | 185   | 7       | 4        |
| 2024                               | Titans           | 12     | 12      | 190      | 301      | 63,1     | 2091     | 6,9      | 98       | 13       | 12       | 81,4     | 70       | 183      | 4,1      | 21       | 0        | 41     | 233   | 10      | 6        |
| Gesamte Karriere                   | Gesamte Karriere | 21     | 21      | 339      | 556      | 61,0     | 3899     | 7,0      | 98       | 21       | 16       | 82,7     | 95       | 240      | 3,4      | 32       | 1        | 69     | 418   | 17      | 10       |
| Quelle: pro-football-reference.com |                  |        |         |          |          |          |          |          |          |          |          |          |          |          |          |          |          |        |       |         |          |